# 美浜大橋
美浜大橋（みはまおおはし）は、千葉県千葉市美浜区の花見川河口に架かる道路橋である。海浜大通り（市道千葉臨海線）を通す。

## 観光
花見川河口にある海沿いの橋で、スカイツリーや富士山を望み、東京湾を一望できる絶景スポットとして知られている。 2015年には千葉市によって「海浜大通り展望駐車場」が整備された。 当初は無料駐車場として供用を開始したが、認知度向上と利用時間の長期化を受けて2019年（令和元年）10月1日から再整備したうえで有料化した。
- 北東 - 花見川
- 北西 - 幕張メッセ、千葉マリンスタジアム、幕張海浜公園
- 南 - 東京湾
- 南東 - 稲毛海浜公園、千葉ポートタワー
- 東 - 千葉市中心部
- 西 - 東京都心、富士山

## ナンパ橋
1990年代の中盤から終わりにかけて全国各地に「ナンパスポット」が存在した時代、美浜大橋は関東最大のナンパスポットで、ナンパ橋と通称されていた。当時の幕張近辺は発展途上段階で、道路は整備されていて道幅は広いが交通量は少なく、自動車でのナンパ（カーナンパ）の適地であった。当時は週末になると2-3㎞にわって女性（2-3人）が乗り合わせた車の車列の横を、男性たち（こちらも2-3人）が乗った車が徐行して声をかけるという形態のナンパが行われていた。2000年代以降カーナンパは廃れたが、眺望に優れるために以降も車が付近の路上を埋めたこともあり、2015年に市が駐車場を整備した。